# Protichneumon glabricoxalis
Protichneumon glabricoxalis är en stekelart som beskrevs av Heinrich 1977. Protichneumon glabricoxalis ingår i släktet Protichneumon och familjen brokparasitsteklar. Inga underarter finns listade i Catalogue of Life.